# Sand Lake (Minnesota)
Sand Lake es un territorio no organizado ubicado en el condado de St. Louis en el estado estadounidense de Minnesota. En el Censo de 2010 tenía una población de 1066 habitantes y una densidad poblacional de 4,21 personas por km².

## Geografía
Sand Lake se encuentra ubicado en las coordenadas 47°40′37″N 92°45′31″O / 47.67694, -92.75861. Según la Oficina del Censo de los Estados Unidos, Sand Lake tiene una superficie total de 253.14 km², de la cual 245.22 km² corresponden a tierra firme y (3.13%) 7.92 km² es agua.

## Demografía
Según el censo de 2010, había 1066 personas residiendo en Sand Lake. La densidad de población era de 4,21 hab./km². De los 1066 habitantes, Sand Lake estaba compuesto por el 97.94% blancos, el 0.19% eran afroamericanos, el 0.47% eran amerindios, el 0.56% eran asiáticos, el 0% eran isleños del Pacífico, el 0% eran de otras razas y el 0.84% pertenecían a dos o más razas. Del total de la población el 0.19% eran hispanos o latinos de cualquier raza.